# La ragazza del metrò
La Ragazza Del Metrò è un film del 1989, diretto da Romano Scandariato.

## Trama
Nino si trasferisce da Napoli a Roma per cercare fortuna nel mondo della musica. Ospite dall'amico Donato, impenitente playboy, il ragazzo trova lavoro in un locale molto esclusivo. Tornando a casa in metropolitana, dopo una delle sue serate di pianobar, incontra Valentina e ne rimane subito affascinato. I due si perdono di vista ma per un caso fortuito (in cui la ragazza restituisce l'agenda dimenticata da Nino proprio durante il loro incontro in metropolitana) si rincontrano dopo qualche giorno. Cominciano a frequentarsi e a piacersi: è l'inizio di un'intensa storia d'amore. Ma qualcosa all'orizzonte turberà la felicità della coppia. Valentina nasconde al compagno di appartenere a una famiglia molto ricca, per paura che ciò possa creare incomprensioni. Come se non bastasse, il perfido Andrea, ex fidanzato della ragazza, non perde occasione per far venire a galla la realtà e ostacolare in ogni modo l'amore tra i due; infatti Nino viene chiamato a sua insaputa, a casa dell'amata il giorno del suo compleanno, e scopre che lei le ha mentito, e che quindi è ricca, e la lascia, facendo costare anche il lavoro.
Così Andrea (che ha un debito con uno strozzino, che vorrebbe estinguere proprio con la dote del padre della ragazza), pur di ottenere il risultato desiderato non manca di utilizzare sistemi poco leciti: fa infatti rapire la ragazza con l'aiuto dello strozzino e la fa imprigionare in una vecchia casetta che in realtà era un casolare. In quel momento Nino viene aggredito nel suo appartamento dagli scagnozzi di Andrea, nel tentativo di estorcergli una confessione da usare per screditarlo, ma per un caso fortuito rivelano a Nino, tramite la registrazione in un'audiocassetta, dove Valentina è tenuta in ostaggio. Nino, con gran spavento, va a liberare con l'amico Donato la giovane, mettendo in fuga gli scagnozzi che la tenevano imprigionata. Andrea, sapendo che Valentina è stata liberata, va a casa di quest'ultima, e credendo di averla fatta franca le porta fiori, ma vedendo Valentina con Nino, Donato e il padre della ragazza, capisce che è stato smascherato e invano cerca di fuggire, ma sarà fermato dalla polizia ed arrestato con l'accusa di favoreggiamento e rapimento a scopo di estorsione. Nino e Valentina possono finalmente stare insieme e coronare il loro sogno d'amore.

## Colonna sonora
Nel film sono presenti le seguenti canzoni:
1. Cuore - Nino D'Angelo
2. Il cammino dell'amore - Nino D'Angelo
3. Meza canzone - Nino D'Angelo
4. E ti scriverò - Nino D'Angelo
5. Caldo d'inverno - Nino D'Angelo
6. Fantasia - Nino D'Angelo

## Accoglienza

### Incassi
Il film si è classificato all'82º posto tra i primi 100 film di maggior incasso della stagione cinematografica italiana 1988-1989.